# 托氏藻属
托氏藻属（学名：Tuomeya）为串珠藻科的一个属。

## 下级分类
本属包括以下物种：
- Tuomeya americana (Kützing) Papenfuss
- Tuomeya fluviatilis